# 竹田由松
竹田 由松（たけだ よしまつ、1856年9月6日〈安政3年8月8日〉 - 没年不明）は、日本の商人（皮革商）・資産家・家主・慈善家。竹田工場工場主。族籍は大阪府平民。寄附を通じて公共慈善事業に尽くした。

## 経歴
大阪府人・竹田芳蔵の長男。家は貧しく、代々小作農であった。幼少の頃は農事に携わっていたが、性来剛毅果断の由松は一寒村の小作農として甘んずることはできなかった。よって単身大阪市に出て丁稚奉公をした。
1869年に皮革商店員となり、1877年に独立皮革商を開業、同年に家督を相続する。刻苦勉励、富を積み、資産家として知られる。
栄幼稚園建設の為に建築敷地として土地、建築物3棟、その付属建物器具を寄付する。また仏教大学（現・龍谷大学）に図書館建設の工費3万円を寄付する。公共慈善事業に尽くす。
1929年に大阪市立栄家政女学校校舎建築費並びに敷地として金5万2000円及び土地4畝23歩余を寄付したため1936年に褒状を下賜される。

## 人物
住所は大阪市南区木津北島町1丁目、大阪市浪速区栄町1丁目。

## 栄典
- 1925年4月16日 - 紺綬褒章[1][11]
  - 1924年3月、大阪市栄幼稚園用土地1段8畝9歩同建物3棟附属建物器具共を寄付する[11]。

## 家族・親族
竹田家
- 父・芳蔵[2][4]
- 妻・キク（1866年 - ?、京都、玉島利之助の姉）[2][4]
- 長男・學之助（1890年 - ?、皮革商[12]、家主[13]）
  - 同妻（1893年 - ?、奈良、岡島又一郎の妹）[3][4]
  - 同妻・小夜（明石民蔵の三女）[14]
  - 同長男[13]
  - 同二男[5]
  - 同庶子[13]
  - 同三女[13]
  - 同女[13]
- 孫[4]